# 呂洪祥
呂 洪祥（りょ こうしょう、1960年3月27日 - ）は、中華人民共和国天津市出身の元同国代表サッカー選手。

## 来歴
1979年、地元天津の天津市足球隊（後の天津泰達足球倶楽部）に加入。1980年にリーグ優勝。1982年からはA代表で出場を続け、賈秀全らと最終ラインを構成した。1985年にワールドカップアジア予選で香港代表に敗れたことを発端として中国サポーターが大暴動を起こした五・一九事件に先発出場した選手の一人でもあった。
1987年、日本サッカーリーグ・富士通サッカー部へ移籍。1991年、同リーグの東京ガスサッカー部（後のFC東京）へ移籍し、巧みなボール捌きを見せるも、同年限りで現役を引退。その後も日本に残り同クラブで指導を続けた。
後に東京ガス在籍時から縁のある服部順一がGMを務めるV・ファーレン長崎で国際戦略アドバイザーを担当。

## 代表歴

### 出場大会など
- 中華人民共和国代表
  - 1982年 - 1982年アジア競技大会におけるサッカー競技[6] (ベスト8)
  - 1984年 - ジャパンカップキリンワールドサッカー84 (ベスト4)[2]
  - 1984年 - AFCアジアカップ1984 (予選)[6]
  - 1984年 - AFCアジアカップ1984[6] (準優勝)
  - 1985年 - 1986 FIFAワールドカップ・アジア予選[6] (1次リーグ敗退)
  - 1986年 - 1986年アジア競技大会におけるサッカー競技[6] (ベスト8)

### 試合数
- 国際Aマッチ 40試合 0得点 (1982-1986)[6]

| 中国代表 | 国際Aマッチ | 国際Aマッチ |
| 年       | 出場        | 得点        |
| -------- | ----------- | ----------- |
| 1982     | 4           | 0           |
| 1983     | 1           | 0           |
| 1984     | 14          | 0           |
| 1985     | 8           | 0           |
| 1986     | 13          | 0           |
| 通算     | 40          | 0           |